# Davide Toffolo
Davide Toffolo (né le 26 août 1967 à Pordenone) est un dessinateur, chanteur et guitariste italien, leader du groupe Tre Allegri Ragazzi Morti. Son œuvre graphique comprend à la fois de la bande dessinée et de l'animation. Ses deux activités, celle de dessinateur et celle de musicien, ne sont pas séparées, mais se complètent continuellement par des performances de dessin et de musique, telles que des ambiances musicales lors de ses expositions de bandes dessinées ou des clips de singles.

## Biographie

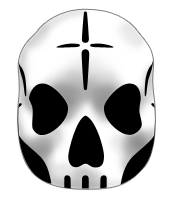
Masque utilisé lors des concerts des Tre Allegri Ragazzi Morti, dessiné par Toffolo lui-même.

Il est diplômé en dessin anatomique de l'université de Bologne, où il fréquente l'école de bande dessinée Zio Feininger d'Andrea Pazienza et Lorenzo Mattotti. L'un de ses thèmes de prédilection est l'adolescence avec ses difficultés et ses conflits. Très attaché à l'histoire de la bande dessinée italienne, Toffolo participe à l'hommage rendu à Magnus lors du festival international de la bande dessinée Bilbolbul de Bologne en mars 2007, avec une exposition personnelle intitulée Nelle mani di Magnus sur la Piazza Maggiore. Il rédige également une biographie sur Magnus. Outre Magnus, ses inspirateurs sont Pier Paolo Pasolini et Ettore Petrolini et il déclare avoir eu pendant une certaine période une affection particulière pour le futurisme, un mouvement artistique qui l'a beaucoup influencé au cours de sa vie de dessinateur et de musicien (Toffolo a fondé un groupe avant de se consacrer au TARM, appelé Futuritmi). Il est également engagé dans l'enseignement de l'art de la bande dessinée aux jeunes ; il collabore depuis plus de dix ans avec des écoles et des associations culturelles et réalise en 2000 un manuel : Fare Fumetto (en français : « Faire de la bande dessinée »).
L'une de ses œuvres, Il re bianco, raconte l'histoire de la mort du gorille blanc Flocon de Neige, du zoo de Barcelone. En décembre 2010 est publiée sa création L'inverno d'Italia, qui met en scène deux enfants slovènes qui vivent la réalité du camp de concentration frioulan de Gonars pendant la Seconde Guerre mondiale. Toujours en 2010, à Turin, il anime un atelier de bande dessinée dans le cadre du projet SettantaOttanta, soutenu par le Musée national du cinéma, sur les événements liés à la Marche des quarante mille.
En 2017, il s'occupe d'Istituto Italiano di Cumbia, la première compilation de cumbia produite en Italie, par La Tempesta Sur, un sous-label de La Tempesta Dischi.
Le 17 décembre 2020, au cours de l'émission Sanremo Giovani 2020, il est annoncé comme participant au Festival de Sanremo 2021 avec le morceau Bianca luce nera en compagnie d'Extraliscio, produite par Betty Wrong Edizioni Musicali d'Elisabetta Sgarbi, qui fait ses débuts en tant qu'éditrice musicale. Toffolo déclare que le morceau, pleine de suggestions visuelles et musicales, semble avoir été écrite avec le vocabulaire des Tre Allegri Ragazzi Morti. Le 6 mars 2021, il publie, comme supplément au mensuel Linus, La canzone disegnata, une bande dessinée qui raconte à travers seize planches la chanson présentée au Festival de Sanremo.
Le 24 avril 2022, à l'occasion de la soirée de remise des prix Micheluzzi au Comicon, il fait ses adieux au monde de la bande dessinée,.

## Travaux

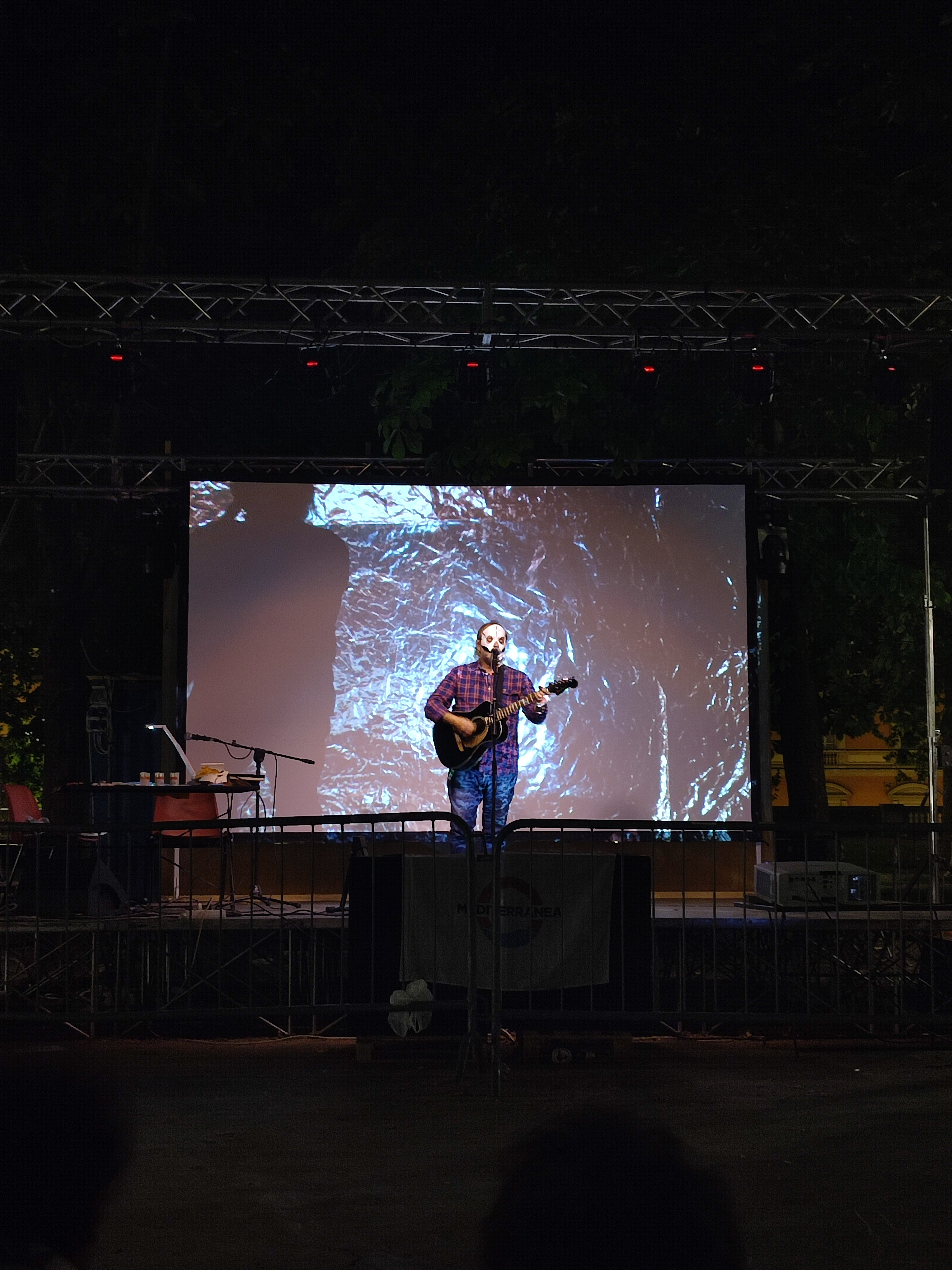
Davide Toffolo en concert au jardin de la Montagnola de Bologne en 2023.

Voici une liste partielle des œuvres comiques de l'auteur.

### Albums autonomes
- Animali (avec Giovanni Mattioli), Kappa Edizioni, 1998
- Fregoli, Kappa Edizioni, 1998
- Fare Fumetti. Manuale di fumetti a fumetti, Viva Comix, 2000
- Carnera, la montagna che cammina, Viva Comix, 2001
- Intervista a Pasolini, Biblioteca dell'immagine en 2002, réédité chez Coconino Press en 2005
- Anatomia di una adolescenza, Viva Comix, 2005
- Il re bianco, Coconino Press, 2005
- Très! Fumetti per il teatro, Coconino Press, 2008
- Lezioni di fumetto, Coniglio editore, 2009
- L'inverno d'Italia, Coconino Press, 2010
- Graphic Novel is Dead, Rizzoli Lizard, 2014[14]
- Il Re Bianco, BAO Publishing, 2018
- Il Cammino della Cumbia, Oblomov Edizioni, 2018
- Graphic Novel is Back, Rizzoli Lizard, 2019
- Andrà tutto benino, La Tempesta Dischi, 2020
- Come rubare un Magnus, Oblomov Edizioni, 2020
- L'ultimo vecchio sulla Terra, Rizzoli Lizard, 2021 avec Remo Remotti

### Série
- Cinque allegri ragazzi morti, Panini Comics, Fandango, 1999-2001, 8 volumes

## Discographie

### Avec Futuritmi
- 1989 : Il bambino che baciava... e marameo alla morte

### Avec Tre Allegri Ragazzi Morti
- 1994 : Mondo naïf
- 1995 : Allegro pogo morto
- 1999 : Mostri e normali
- 2001 : La testa indipendente
- 2004 : Il sogno del gorilla bianco
- 2007 : La seconda rivoluzione sessuale
- 2010 : Primitivi del futuro
- 2012 : Nel giardino dei fantasmi
- 2016 : Inumani
- 2019 : Sindacato dei sogni
- 2022 : Meme K Ultra
- 2024 : Garage Pordenone